# Sant Jordi (Palma)

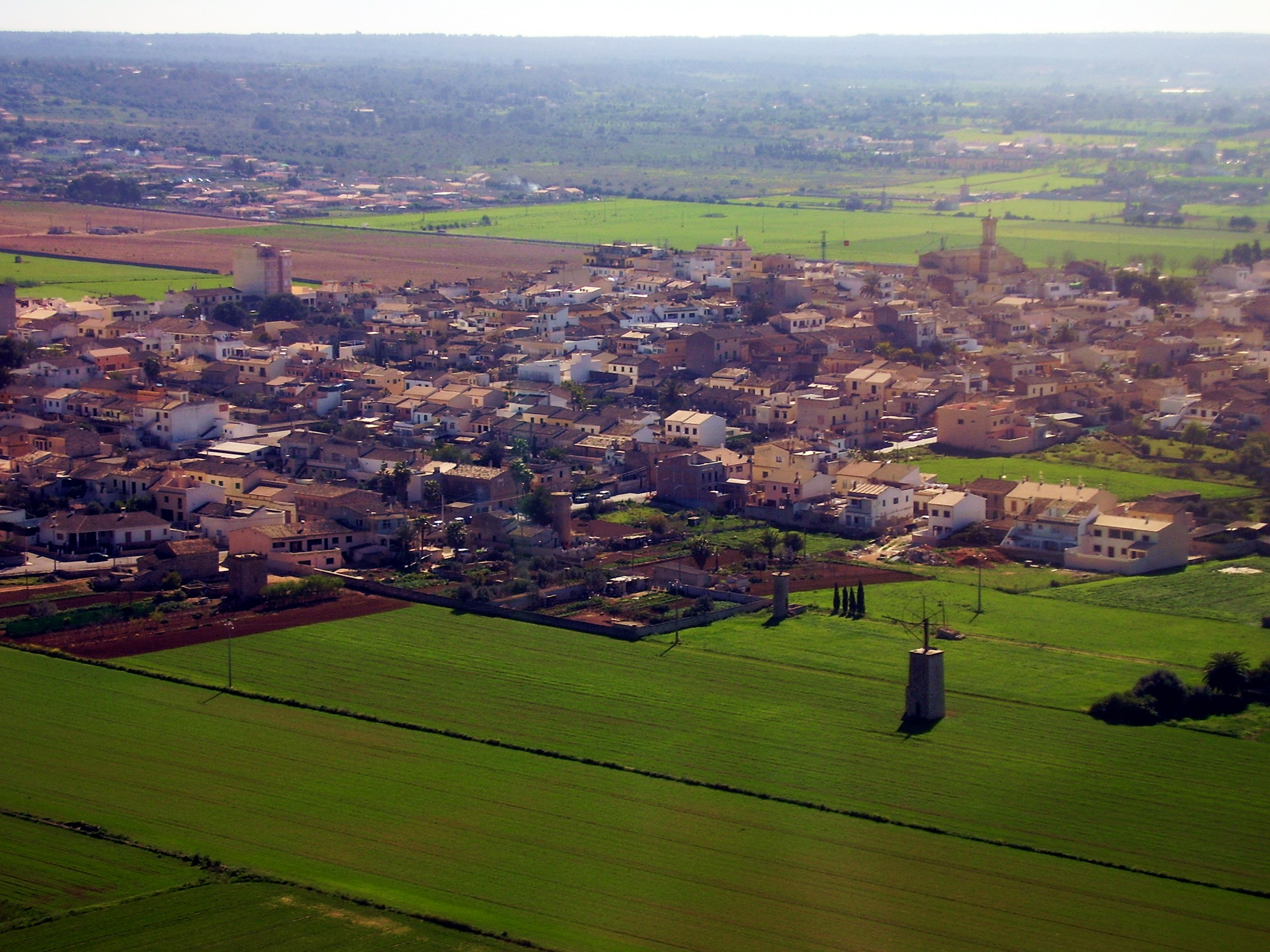
Vista aèria de Sant Jordi.

Sant Jordi és un poble i barri del districte de Llevant de Palma situat a prop de l'Aeroport de Son Sant Joan i dels barris de Sa Casa Blanca i de s'Aranjassa. Administrativament està delimitat pels anteriors barris i a llevant pels municipis de Llucmajor i Marratxí. Dona nom al Prat de Sant Jordi, antic pantà dessecat per la mà de l'home a mitjans del segle xix. Durant el segle xiv formava part de la possessió de ses Arnaldes i el 1451 es té constància d'una església i un petit poblat al turó on s'assenta el poble.
A llevant del barri s'hi troba la possessió de Son Gual, parcel·lada i parcialment urbanitzada durant els anys 70 i 80. L'any 2018 tenia 3.115 habitants.